# Miguel Reina
Miguel Reina Santos (Córdoba, España, 21 de enero de 1946) es un exfutbolista internacional español y concejal de Deportes en el Ayuntamiento de Córdoba desde 2013. Jugaba de portero y su primer equipo fue el Córdoba C. F.
Es padre del también exfutbolista, campeón del mundo con España en Sudáfrica 2010, Pepe Reina.

## Trayectoria
Empezó jugando en las categorías inferiores del Córdoba C. F. hasta 1964, año en el que debuta con el primer equipo. Debutó en la Primera División el 11 de octubre de 1964 en el partido Córdoba 2:0 Elche. 
Después de permanecer dos temporadas en el Córdoba, en 1966 ficha por el F. C. Barcelona. En su primera temporada en su nuevo club casi no dispone de oportunidades, sólo juega dos partidos de Liga. Ese año consigue un subcampeonato de liga, repitiendo subcampeonato en las temporadas 67-68, 70-71 y 72-73. Con el Barcelona gana dos Copas del Generalísimo y la Copa de campeones de Ferias, campeonato que otorgaría al conjunto azulgrana la Copa de Ferias en propiedad. En su última temporada en el club (72-73) Reina consigue el Trofeo Zamora al encajar 21 goles en 34 partidos de Liga. Además esa temporada consigue estar 824 minutos sin encajar un gol, convirtiéndose en el portero del Barcelona que más tiempo ha permanecido imbatido, hasta el 1 de noviembre de 2011, cuando Víctor Valdés superó esa marca. En la temporada 70-71, siendo entrenador del equipo Vic Buckingham, éste alineaba a Reina solo en los partidos que se disputaban fuera del Camp Nou, ya que en el feudo barcelonista Reina era abucheado por los aficionados por una desafortunada actuación del portero en un partido contra el F. C. Dinamo Moscú. 
Después de permanecer siete temporadas en el F. C. Barcelona, en las que jugó 111 partidos de liga, en 1973 fichó por el Atlético de Madrid, consiguiendo un subcampeonato de Liga en su primera temporada, en la que también participó en la final de la Copa de Europa, que su equipo perdió contra el F. C. Bayern de Múnich, y en la temporada siguiente conquistó una Copa Intercontinental con su club. En la temporada 76-77, ganó una Copa del Rey y una Liga con el Atlético de Madrid, en la que además Reina consiguió el Trofeo Zamora al encajar 29 goles en 30 partidos. 
Reina se retiró de los terrenos de juego al final de la temporada 79-80. Disputó un total de 312 partidos en Primera División.

## Trayectoria política
En las elecciones municipales de 2011 formó parte de la candidatura del Partido Popular (PP) a la alcaldía de Córdoba. En 2013, fue nombrado concejal de deportes por los populares en el Ayuntamiento de Córdoba, después de sustituir a Eva Pedraza.

## Selección nacional
Fue internacional con la selección de España en cinco ocasiones. Su debut tuvo lugar el 15 de octubre de 1969 en el partido España 6:0 Finlandia.

### Partidos
| Selección | Temporada | Partidos | Goles (*) |
| --------- | --------- | -------- | --------- |
| España    | 1969–70   | 1        | 0         |
| España    | 1970–71   | 1        | 0         |
| España    | 1971–72   | 1        | 0         |
| España    | 1972–73   | 2        | 3         |
| España    | Total     | 5        | 3         |

(*) Goles encajados

## Clubes
- Córdoba C. F. - (España) 1964 - 1966
- F. C. Barcelona - (España) 1966 - 1973
- Club Atlético de Madrid - (España) 1973 - 1980

## Palmarés

### Campeonatos nacionales
| Título                | Club                  | País   | Año     |
| --------------------- | --------------------- | ------ | ------- |
| Copa del Generalísimo | Fútbol Club Barcelona | España | 1967-68 |
| Copa del Generalísimo | Fútbol Club Barcelona | España | 1970-71 |
| Copa del Generalísimo | Atlético de Madrid    | España | 1975-76 |
| Liga española         | Atlético de Madrid    | España | 1976-77 |

### Campeonatos internacionales
| Título                | Club                  | Sede     | Año     |
| --------------------- | --------------------- | -------- | ------- |
| Copa de Ferias        | Fútbol Club Barcelona | Zaragoza | 1965-66 |
| Copa Intercontinental | Atlético de Madrid    | Madrid   | 1974    |

### Distinciones individuales
- 2 Trofeos Zamora (temporada 72-73 con el F. C. Barcelona y temporada 76-77 con el Club Atlético de Madrid)